# Opanci
 Ovo je glavno značenje pojma Opanci. Za druga značenja pogledajte Opanci (razdvojba).
Opanci su vrsta starinske seoske obuće.   
Dio su narodne nošnje u Karpatima, Slovačkoj, Rumunjskoj, dijelovima Rusije i sjev. Europe te u Hrvatskoj, Bosni i Hercegovini, Crnoj Gori, Srbiji,  Makedoniji i Bugarskoj. 
Najprimitivniji oblik je neštavljena i neostrugana svinjska koža (s dlakama) od koje se skroji omotač za stopalo tako da je izvana i odozdo dlaka, a s gornje strane se poveže usukanom vunom. 
Taj tip je iznimno dobar za korištenje u lovu - krzno izvana čini hod nečujnim (istočna Srbija - Torlački kraj). Kasnije su pravljeni od lijepe štavljene goveđe kože, često odozgo napleteni višebojnom pređom od vune, šiljatog i povijenog vrha (Zapadna Srbija).